# Trichilia acuminata
Trichilia acuminata är en tvåhjärtbladig växtart som först beskrevs av H. & B. och Roemer & Schultes, och fick sitt nu gällande namn av C. Dc.. Trichilia acuminata ingår i släktet Trichilia och familjen Meliaceae. Inga underarter finns listade i Catalogue of Life.